# البطار
البطار (به عربی: البطار) یک منطقهٔ مسکونی در سوریه است که در استان طرطوس واقع شده‌است.

## خصوصیات
البطار ۱٬۲۲۵ نفر جمعیت دارد و ۷۰۰ متر بالاتر از سطح دریا واقع شده‌است.